# Teater Kompas
Teater Kompas i Odense var et teater som primært opførte forestillinger henvendt til børn og unge mellem 1½ og 16 år.
Teatret ledes af Johanne Dal-Lewkovitch og har en mission om at udvikle samfundsrelateret teater, der skal skabe debat og dialog for børn og unge.
Teater Kompas er i foråret 2014 blevet nomineret til en Reumert i kategorien "Bedste forestilling for børn og unge" for forestillingen "når det skærer i hjertet", der handler om selvskade.

## Ekstern henvisning
- Teatrets websted Arkiveret 2. december 2012 hos  Wayback Machine

| Kunst og kultur | Spire Denne artikel om scenekunst og teater er en spire som bør udbygges. Du er velkommen til at hjælpe Wikipedia ved at udvide den. |

|  | Denne artikel kan blive bedre, hvis der indsættes geografiske koordinater Denne artikel omhandler et emne, som har en geografisk lokation. Du kan hjælpe ved at indsætte koordinater i wikidata. |